# Mohamed Paziraie
Mohamed Paziraie (Azerbaiyán Oriental, Irán, 4 de agosto de 1929-Teherán, 9 de marzo de 2002) fue un deportista iraní especialista en lucha grecorromana donde llegó a ser medallista de bronce olímpico en Roma 1960.

## Carrera deportiva
En los Juegos Olímpicos de 1960 celebrados en Roma ganó la medalla de bronce en lucha grecorromana estilo peso mosca, tras el luchador rumano Dumitru Pârvulescu (oro) y el egipcio Osman El-Sayed (plata).